# Бад Херсфелд
Бад Херсфелд (на немски: Bad Hersfeld) е фестивален и курортен град в североизточен Хесен, Германия с 28 772 жители (към 31 декември 2012).
Центърът на града се намира на левия бряг на река Фулда. На 52 км се намира град Касел, Гисен на 79 км, Фулда на 36 км и Айзенах на 45 км.
През 769 г. се основава бенедиктинският манастир Херсфелд. За пръв път е споменат като град през 1170 г.
В Бад Херсфелд се провежда от 1951 г. всяка година театрален фестифал (Bad Hersfelder Festspiele).